# Persone di nome Jean/Scrittori
| Questa pagina contiene informazioni ricavate automaticamente dalle voci biografiche con l'ausilio del template Bio e di un bot. L'aggiornamento è periodico e automatico e ricostruisce completamente la pagina. Se manca una persona in questa lista, sei pregato di non aggiungerla, ma accertati piuttosto che la sua voce biografica contenga il template Bio e che i dati anagrafici siano correttamente compilati. Se il template Bio manca, inseriscilo tu stesso o, in alternativa, metti l'avviso {{tmp\|Bio}} che ne segnala la mancanza. Se i dati riportati sono sbagliati, correggi direttamente la voce biografica; le modifiche saranno visibili in questa lista entro pochi giorni. Per chiarimenti vedi il progetto antroponimi. La lista contiene solo le 62 persone che sono citate nell'enciclopedia e per le quali è stato implementato correttamente il template Bio. Pagina aggiornata al 22 lug 2025. |

Questa è una lista di persone presenti nell'enciclopedia che hanno il nome Jean e sono scrittori.

## A(6)
- Jean Absat, scrittore e mistico francese (Carcassonne, n. 1593 - † 1651)
- Jean Ajalbert, scrittore, poeta e critico d'arte francese (Clichy-la-Garenne, n. 1863 - Cahors, † 1947)
- Jean Amila, scrittore francese (Parigi, n. 1910 - Vaux-sur-Lunain, † 1995)
- Jean Amrouche, scrittore, poeta e critico letterario algerino (Ighil Ali, n. 1906 - Parigi, † 1962)
- Jean Aubert, scrittore, poeta e editore francese (Sartrouville, n. 1921 - Saint-Denis, † 2011)
- Jean Auvray, scrittore e poeta francese

## B(5)
- Jean Back, scrittore lussemburghese (Dudelange, n. 1953)
- Jean Bernabé, scrittore e linguista francese (Le Lorrain, n. 1942 - Fort-de-France, † 2017)
- Jean Boivin, scrittore francese (Montreuil-l'Argillé, n. 1663 - Parigi, † 1726)
- Jean Boudou, scrittore francese (Crespin, n. 1920 - Larbatache, † 1975)
- Jean Bruce, scrittore francese (Aillières-Beauvoir, n. 1921 - Luzarches, † 1963)

## C(3)
- Jean Cau, scrittore, giornalista e sceneggiatore francese (Bram, n. 1925 - Parigi, † 1993)
- Jean de Montreuil, scrittore francese (Monthureux-le-Sec, n. 1354 - Parigi, † 1418)
- Jean Clair, scrittore e storico dell'arte francese (Parigi, n. 1940)

## D(10)
- Jean de Brunhoff, scrittore, pittore e illustratore francese (Parigi, n. 1899 - Parigi, † 1937)
- Jean de La Bruyère, scrittore e aforista francese (Parigi, n. 1645 - Versailles, † 1696)
- Jean Domat, scrittore francese (Clermont-Ferrand, n. 1625 - Parigi, † 1696)
- Jean Dorat, scrittore e poeta francese (Limoges, n. 1508 - Parigi, † 1588)
- Jean Du Breuil, scrittore, saggista e matematico francese (n. 1602 - † 1670)
- Jean Dumont, scrittore e storiografo francese (Rouen, n. 1667 - Vienna, † 1727)
- Jean Dutourd, scrittore francese (Parigi, n. 1920 - Parigi, † 2011)
- Jean Duvignaud, scrittore, drammaturgo e sociologo francese (La Rochelle, n. 1921 - La Rochelle, † 2007)
- Jean d'Ormesson, scrittore e giornalista francese (Parigi, n. 1925 - Neuilly-sur-Seine, † 2017)
- Jean de La Varende, scrittore francese (Chamblac, n. 1887 - Parigi, † 1959)

## E(1)
- Jean Echenoz, scrittore francese (Orange, n. 1947)

## F(2)
- Jean Failler, scrittore francese (Quimper, n. 1940)
- Jean Fréville, scrittore e storico francese (Charkiv, n. 1895 - Parigi, † 1971)

## G(5)
- Éric Jourdan, scrittore francese (Parigi, n. 1938 - Parigi, † 2015)
- Jean Genet, scrittore, drammaturgo e poeta francese (Parigi, n. 1910 - Parigi, † 1986)
- Jean Giono, scrittore, saggista e traduttore francese (Manosque, n. 1895 - Manosque, † 1970)
- Jean Giraudoux, scrittore e commediografo francese (Bellac, n. 1882 - Parigi, † 1944)
- Jean Michel Guenassia, scrittore e drammaturgo francese (Algeri, n. 1950)

## H(1)
- Jean Vautrin, scrittore, regista e sceneggiatore francese (Pagny-sur-Moselle, n. 1933 - Gradignan, † 2015)

## J(1)
- Jean Cabaret d'Orville, scrittore francese

## L(2)
- Jean de La Fontaine, scrittore e poeta francese (Château-Thierry, n. 1621 - Parigi, † 1695)
- Jean Lombard, romanziere francese (Tolone, n. 1854 - Charenton, † 1891)

## M(6)
- Mittéï, scrittore e illustratore belga (Cheratte, n. 1932 - † 2001)
- Jean Mariotti, scrittore francese (Farino, n. 1901 - Parigi, † 1975)
- Jean Markale, scrittore, conduttore radiofonico e insegnante francese (Parigi, n. 1928 - Auray, † 2008)
- Jean Martin, scrittore francese (Parigi - † 1553)
- Jean Miélot, scrittore, traduttore e presbitero francese (Piccardia - † 1472)
- Patrick Modiano, scrittore e sceneggiatore francese (Boulogne-Billancourt, n. 1945)

## N(2)
- Désiré Nisard, scrittore e traduttore francese (Châtillon-sur-Seine, n. 1806 - Sanremo, † 1888)
- Charles Nodier, scrittore e entomologo francese (Besançon, n. 1780 - Parigi, † 1844)

## O(2)
- Jean Orieux, scrittore francese (Duras, n. 1907 - Fontenay-lès-Briis, † 1990)
- Jean Ousset, scrittore francese (Porto, n. 1914 - Parigi, † 1994)

## P(4)
- Jean Paulhan, scrittore, editore e critico letterario francese (Nîmes, n. 1884 - Parigi, † 1968)
- Jean Piel, scrittore, editore e filosofo francese (Saint-Martin-de-Fresnay, n. 1902 - Yerres, † 1996)
- Jean Prévost, scrittore francese (Saint-Pierre-lès-Nemours, n. 1901 - Sassenage, † 1944)
- Jean Puget de la Serre, scrittore, drammaturgo e storico francese (Tolosa, n. 1594 - Parigi, † 1665)

## R(3)
- Jean Ricardou, scrittore e critico letterario francese (Cannes, n. 1932 - Cannes, † 2016)
- Jean Rotrou, scrittore e drammaturgo francese (Dreux, n. 1609 - Dreux, † 1650)
- Jean Rouaud, scrittore francese (Campbon, n. 1952)

## S(5)
- Jean Samuel, scrittore francese (Wasselonne, n. 1922 - Strasburgo, † 2010)
- Jean Schlumberger, scrittore e critico letterario francese (Guebwiller, n. 1877 - Parigi, † 1968)
- Louis Scutenaire, scrittore e poeta belga (Ollignies, n. 1905 - Bruxelles, † 1987)
- Jean Sendy, scrittore e traduttore francese (n. 1910 - † 1978)
- Jean Sénébier, scrittore e botanico svizzero (Ginevra, n. 1742 - Ginevra, † 1809)

## T(3)
- Jean Terrasson, scrittore francese (Lione, n. 1670 - Parigi, † 1750)
- Jean Thibaudeau, scrittore francese (La Roche-sur-Yon, n. 1935 - Parigi, † 2013)
- Jean Toomer, romanziere e poeta statunitense (Washington, n. 1894 - Doylestown, † 1967)

## V(1)
- Jean de la Vega, scrittore e viaggiatore francese